# Les jeunes piaillent comme chantent les vieux
Les jeunes piaillent comme chantent les vieux (1638-1640) est un tableau de Jacob Jordaens conservé au musée des Beaux-Arts de Valenciennes.
On y voit trois enfants jouant de la flûte, qui participent aux beuveries de trois vieillards édentés.